# 山田栄二
山田 栄二（やまだ えいじ、1912年6月4日 - 1985年7月5日）は、日本の洋画家。独立美術協会会員。

## 経歴
福岡市に生まれる。1930年福岡県中学修猷館を卒業。
1933年、二科会が開催する二科展に初入選。翌1934年、独立美術協会が開催する第4回独立展に「静物」で初入選し、以後同展に出品を続ける。1938年第8回展に「貝殻」「恐怖」を出品して独立賞受賞。1943年独立美術協会会友、1947年同会員に推される。
1953年渡欧し、パリに学んで1957年に帰国。同年の独立展に滞欧作を特別陳列する。翌1958年毎日新人展、朝日秀作展に出品。1973年再渡欧。フランスで個展をたびたび開く一方、1974年、1976年、1977年に個展などのため一時帰国。1982年滞欧15年を記念して、福岡で大個展を開く。
絵画は純粋になる程に抽象性を増すが、人間の感性は自然から離れることはできないとし、具体的モチーフを用いながら実物写生から離れた色彩、構図を持つ詩的な作風を築いた。パウル・クレー、ジョアン・ミロ、マルク・シャガール等の影響が認められる。
1985年7月5日午後3時30分、甲状腺癌のため、福岡市の国立病院九州がんセンターで死去。没後の1986年、遺作画集が刊行され、福岡市美術館で遺作展が開かれた。